# Juan de Austria
Juan de Austria, även kallad Don Juan de Austria (spanska) eller Johan av Österrike, född 24 februari 1547 i Regensburg, död 1 oktober 1578 i lägret vid Namur, var en spansk krigare, oäkta son till kejsar Karl V och Barbara Blomberg, en borgardotter i Regensburg. 

## Biografi
Juan uppfostrades under namnet Geronimo i Spanien under Luis de Quijadas tillsyn. Först efter sin fars död (1558) blev han framdragen ur sin tillbakadragenhet. 1559 blev han av sin halvbror kung Filip II av Spanien erkänd som bror, varefter han kallades Don Juan d'Austria. 
Fadern hade bestämt att han skulle bli munk, men hans önskan drev honom till krigaryrket, och 1568 utnämndes han av Filip II till generalkapten över Medelhavet. 1569-70 bekämpade han framgångsrikt morerna i kungariket Granada, och 7 oktober 1571 besegrade han turkarna i slaget vid Lepanto. 1573 erövrade han Tunis, där han önskade grundlägga ett eget rike, men erövringen gick förlorad följande år. 
1575 blev han generalguvernör över de spanska besittningarna i Italien, och 1576 erhöll han ståthållarskapet över de i uppror mot spanska regeringen stadda Nederländerna. Juan försökte genom mildhet vinna deras sympati, men i december 1577 gav de nederländska ständerna upp sin tro och lydnad till honom. Juan lyckades sedan besegra de upproriska vid Gembloux (31 januari 1578). Han dog kort därefter. En plan på att genom Maria Stuarts befrielse ur engelsk fångenskap och giftermål med henne vinna Skottlands krona försökte han aldrig utföra.